# Jaqué
Jaqué è un comune (corregimiento) della Repubblica di Panama situato nel distretto di Chepigana, provincia di Darién. Si estende su una superficie di 1044 km² e conta una popolazione di 2.386 abitanti (censimento 2010).